# 満洲重工業開発
満洲重工業開発株式会社（まんしゅうじゅうこうぎょうかいはつ）は、満洲重工業開発株式会社管理法により1937年（康徳4年）に設立され、ポツダム宣言の受諾に伴って閉鎖された満洲国の特殊法人・持株会社。通称は満業（まんぎょう）。満洲国内の鉱工業を一元的に統制することを目的とし、日産コンツェルン総帥鮎川義介が初代総裁、高碕達之助（後に総裁）が副総裁を務めた。

## 創設された背景
満洲国の経済運営で明治以来日本の国策会社として南満洲鉄道が巨大な影響力を持っていたことを嫌った関東軍の求めに応じ、日本鉱業（現・ENEOSホールディングス）や日立製作所、日産重工業（現・日産自動車）を傘下に持つ日産コンツェルンの総帥・鮎川義介が、満洲全土の鉱業から各種製造まで一貫した計画の元に生産することを目的に、1937年にグループの持株会社である日本産業を満洲に移転・改組させて設立した。
総裁は鮎川が勤め、傘下に満鉄から譲渡を受けた昭和製鋼所や満洲炭鉱などの鉱工業会社を置き、これらの会社を統制したが、次第に関東軍や満洲国政府の経営干渉を盛んに受けるようになった。鮎川は当初、アメリカ資本の導入を検討していたが、軍需物資の生産基地として日本が独占権益を持って開発することを求めていた関東軍と意見が一致することはなかった。この結果、鮎川は1942年に総裁を辞任し、満業が保有していた日本国内の企業の株式も新たに設立した満洲投資証券に移して、満業とは一線を画する事になる。

## 概要
1937年（康徳4年）12月27日、満洲重工業開発株式会社法の施行とともに設立された。
旧日本産業株式会社を母体に、これに満洲国政府からの出資を加え、満洲国政府の監督の下に、満洲国内の重工業の総合的開発および確立を目的とした。
資本金総額は4億5000万円で、総株数は900万株。
うち満洲国政府の持株は半分の2億2500万円、450万株。一般持株は残り半分である。
事業内容は国策的使命を帯びたホールディングカンパニー（持株会社）で、傘下には旧日産当時の内地諸会社とあらたに満鉄から譲受けた重工業関係の満洲諸会社とが属する。
手持有価証券総額は5億1500万円、総資産6億600万円の8割5分を占める。
これらの諸会社からの配当収入が当社の民間1割配当の根柢である。
前期の総収入2500万円、総支出735万円、差引利益金1788万円、この利益率9分に対し民間1割、政府5分の配当を行なった。
満洲国は当社に満洲国産業開発に投下した資本に対し10年間、6%の収益率を保証した。
さらに満洲国の出資分に対する配当率は民間配当率の半分でよいことになっている。
そのうえ満洲重工業の開発資金約20億円に対し満洲国、日本の両政府の支出はいうまでもなく、金融シンジケートおよび外資の誘導によってこれを支弁する予定があり、満洲国における重工業の開発は当社の今後に期待されるものとなった。

## 沿革
- 1937年 鮎川義介が日本産業株式会社を満洲国首都・新京に移駐・改組して設立。
- 1938年 東辺道地域開発のための東辺道開発株式会社と満洲飛行機製造株式会社を設立。
- 1941年 満洲国内に統制会制度が作られ、産業計画や原料配給が完全に満洲国政府主導になったため、統制部門を廃止。
- 1942年 鮎川義介、総裁を高碕達之助副総裁と交代。
- 1945年 満洲国の崩壊とともに事業停止。9月30日、GHQが発出した「植民地銀行、外国銀行及び特別戦時機関の閉鎖」に関する覚書に基づき、他の特殊会社とともに即時閉鎖（閉鎖機関）が決定[2]。閉鎖機関指定。